# Primo (Wrestler)
Edwin Carlos „Eddie“ Colón (* 21. Dezember 1982 in San Juan), besser bekannt unter seinem Ringnamen Primo, ist ein puerto-ricanischer Wrestler.
Colón ist das jüngste Kind der Wrestlinglegende Carlos Colón und hat noch sechs Geschwister. Darunter Carlito, der ebenfalls als Wrestler tätig ist.
Sein bisher größter Erfolg ist der zweimalige Erhalt der WWE Tag Team Championship.

## Karriere

### World Wrestling Council
Colòn debütierte 1999 bei der Promotion World Wrestling Council, wo er in der Cruisergewichtdivision antrat. Seinen ersten Titel konnte er am 10. Februar 2001 erringen, als er Damian Steele um den WWC World Junior Heavyweight Champion-Titel besiegen durfte.
Im Jahr 2002 hielten Colón und sein Bruder Carlito kurzfristig den regionalen Tag-Team-Titel. Nach dem Weggang seines Bruders durfte Colón nach mehreren Fehdenprogrammen insgesamt fünf Mal den höchsten Titel bei WWC halten.

### WWE

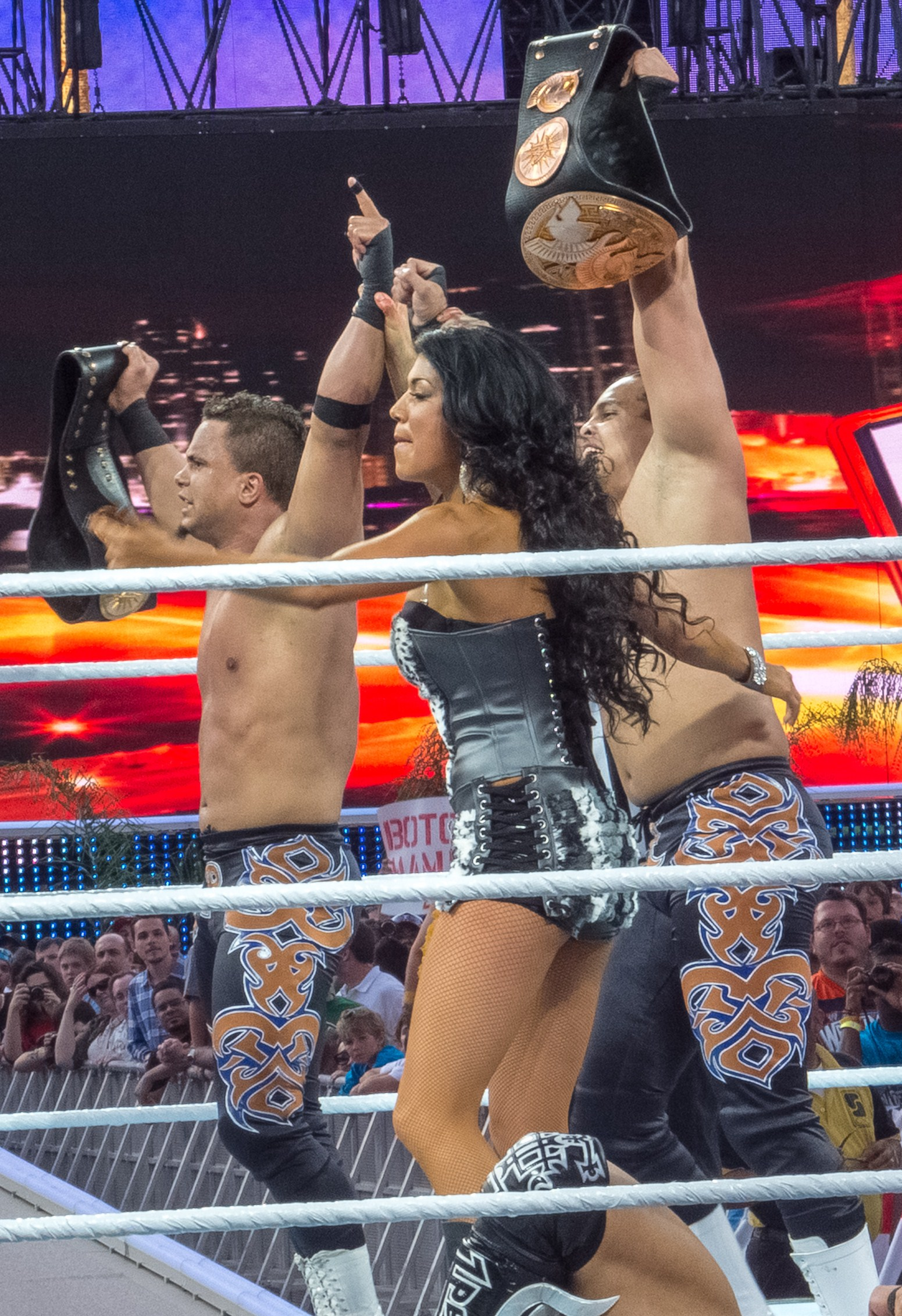
Primo (links) und Epico (rechts) als WWE-Tag-Team-Champions mit Rosa Mendes

Ende 2006 unterschrieb Colòn bei World Wrestling Entertainment einen Entwicklungsvertrag und trat dort der Farmliga Florida Championship Wrestling bei.
Seit dem 23. Februar 2008 bildete Colón mit Eric Perez das Tag Team The Puerto Rican Nightmares. Zwischen Februar und Juli durften beide drei Mal den FCW Florida Tag Team Titel erringen.
Am 25. August 2008 gab Colón bei RAW sein offizielles WWE-Debüt, bei dem er Charlie Haas besiegen durfte.
Nachdem Colón bei RAW nur in einem Match eingesetzt worden war, wechselte er zum SmackDown!-Roster, wo er mit seinem Bruder Carlito zum Tag Team The Colòns zusammengeschlossen wurde. In ihrem ersten Match, das am 12. September stattfand, durften beide die WWE Tag Team Champions Curt Hawkins & Zack Ryder besiegen und zwei Wochen später durfte Colón mit seinem Bruder die Titel erringen.
2009 wurden die Colòns in ein Fehdenprogramm mit den World Tag Team Champions John Morrison & The Miz eingebunden, das seinen Abschluss bei WrestleMania 25 fand. Dieses Match durften die Colóns gewinnen, die damit offiziell die ersten Unified WWE Tag Team Champions der WWE-Geschichte wurden.
Am 15. April 2009 wurden die Colòns im Rahmen der WWE Draft zu RAW gewechselt. Am 28. Juni 2009 mussten sie beim PPV The Bash ihren Titel in einem Triple-Threat-Match an Chris Jericho & Edge abgeben, in dem auch Cody Rhodes & Ted DiBiase beteiligt waren. Nach einem verlorenen Rückmatch band man beide Brüder in einem gegenseitigen Fehdenprogramm ein, dessen Ausgang für Colón entschieden wurde.
Ab September 2010 trat Colón als Pro bei NXT für AJ auf, die den dritten Platz belegte.
Seit dem 8. November 2011 bildet er mit seinem Cousin Orlando Colón, der als Epico auftritt, ein Tag Team, mit Rosa Mendes an ihrer Seite. Am 15. Januar 2012, bei einer Houseshow des RAW-Rosters, gewannen sie von Air Boom (Kofi Kingston & Evan Bourne) die WWE Tag Team Championship. Den Titel verloren sie bei RAW am 30. April 2012 an R-Truth und Kofi Kingston.

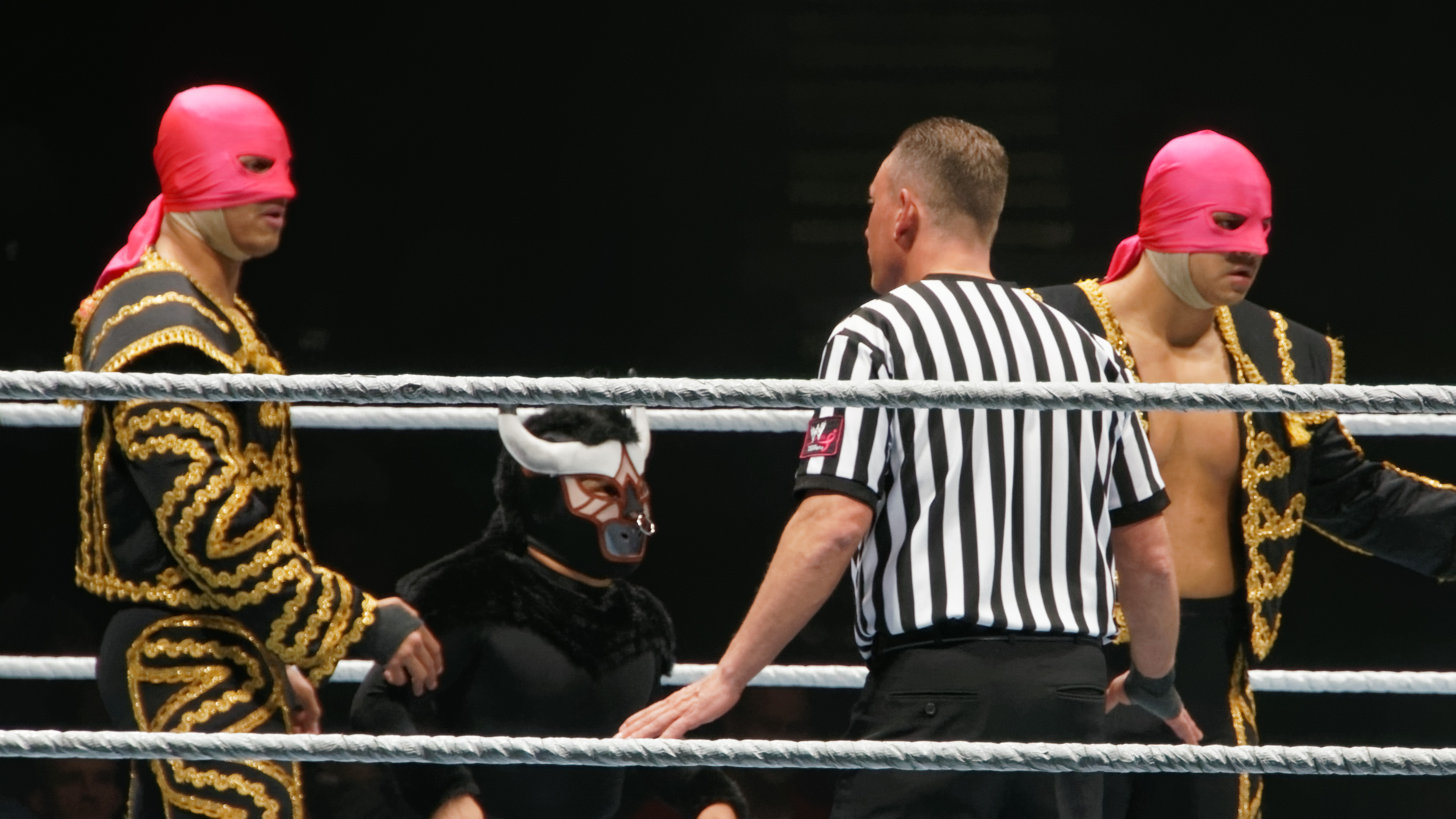
Los Matadores mit El Torito (Mitte)

Am 30. September 2013 bekamen er und sein Tag-Team-Partner Epico neue Gimmicks. Er wurde in Diego umbenannt, während sein Tag-Team-Partner in Fernando umbenannt wurde. Zusammen traten sie als die Los Matadores an, während El Torito ihr Maskottchen war. Sie kämpften mehrmals um die WWE Tag Team Championship, konnten sich die Titel allerdings nicht holen. Am 7. September 2015, haben sie sich nach einer Niederlage gegen die Dudley Boyz von El Torito getrennt. Nach Wrestlemania 31 wurden sie nicht mehr im TV eingesetzt.
Am 4. Mai 2016 bekamen sie wieder ihre alte Ringnamen zurück, sodass er wieder als Primo und sein Cousin als Epico auftritt. Sie bekamen neue Gimmicks und treten als The Shining Stars auf. Bei der Raw-Ausgabe vom 16. Mai 2016 feierten sie ihre Rückkehr im Ring, als sie die zwei lokalen Jobber Scott Jackson und Brian Kennedy besiegten. Später änderten sie ihren Namen in The Colons. Seither sind sie aber kaum in den Shows vertreten.
2019 wurde Primo wegen Verstoßes gegen die Anti-Doping-Richtlinien für 30 Tage gesperrt. Aufgrund einer Entlassungswelle wurde er am 15. April 2020 von der WWE entlassen.

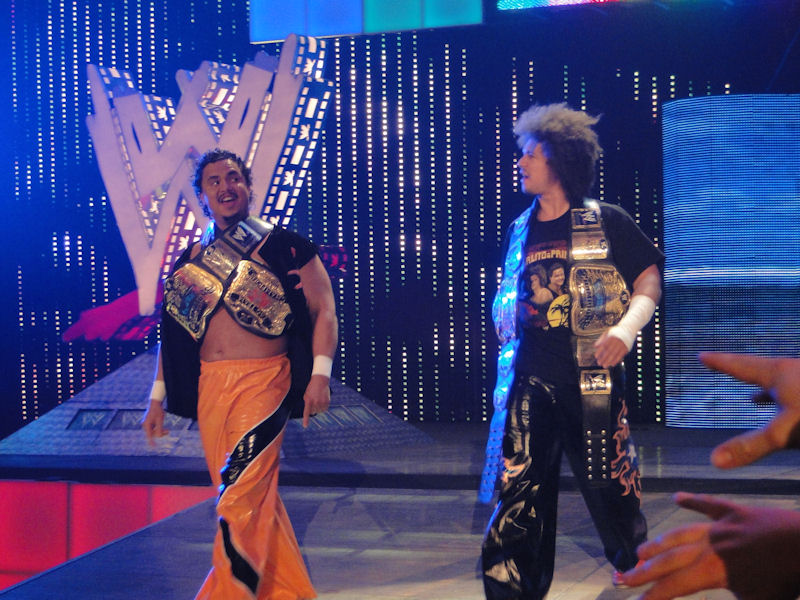
Primo (links) und Carlito als Tag Team Champions.

## Erfolge und Auszeichnungen
- World Wrestling Entertainment

- 2× WWE Tag Team Championship (je 1× mit Carlito & Epico)
- 1× WWE World Tag Team Championship (mit Carlito)

- World Wrestling Council

- 5× WWC Puerto Rico Heavyweight Champion
- 6× WWC Universal Heavyweight Champion
- 5× WWC World Junior Heavyweight Champion
- 1× WWC World Tag Team Champion (mit Carlito)

- !Bang!

- 1× !Bang! Television Tag Team Champion (mit Carlos Colòn)

- Florida Championship Wrestling

- 3× FCW Florida Tag Team Champion (mit Eric Perez)

- Pro Wrestling Illustrated

- PWI wählte ihn zum #163/500 besten Wrestler (2009)